# Regest

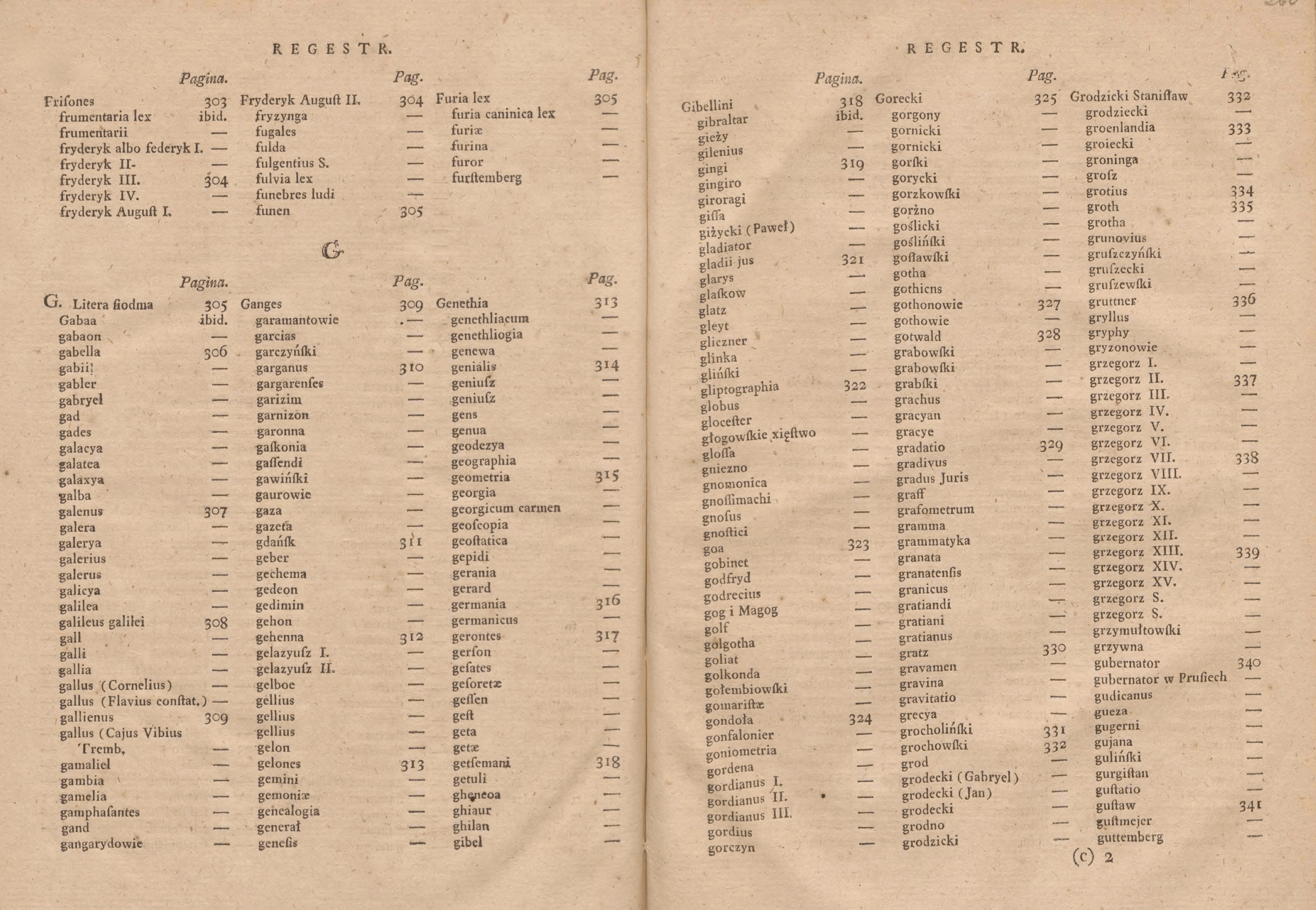
Regest tematyczny do encyklopedii Zbiór potrzebniejszych wiadomości Ignacego Krasickiego z 1781

Regest – średniowieczne określenie rejestru, z (łac. regestum – księga do zapisywania).
- Chronologiczny spis czyli rejestr ewidencyjny dokumentów z podaniem treści i miejsca ich przechowywania.
- Krótkie streszczenie dokumentu lub listu, zwykle z określeniem wystawcy i odbiorcy.
- Spis tematyczny pojęć, osób, nazw lub miejsc występujących w książce, umieszczany zwykle w jej zakończeniu.